# Bazylika Sacré-Cœur
Bazylika Sacré-Cœur (Bazylika Najświętszego Serca) – kościół na szczycie wzgórza Montmartre w Paryżu.

## Historia
Kiedy w 1870 roku wybuchła wojna francusko-pruska, dwaj francuscy przemysłowcy przysięgli sobie, że jeżeli po wojnie ujrzą Paryż takim samym, jak przed wojną, to wybudują bazylikę ku czci Serca Jezusowego. Gdy rok później po zakończeniu działań zbrojnych okazało się, że Paryż został nietknięty, przemysłowcy postanowili spełnić swoją obietnicę. Propozycję z zadowoleniem przyjął ówczesny arcybiskup Paryża i już w 1876 roku rozpoczęto budowę. Ukończono ją w 1914 roku, jednak wybuch I wojny światowej uniemożliwił konsekrację. Odbyła się ona 5 lat później, w roku 1919.

## Wygląd

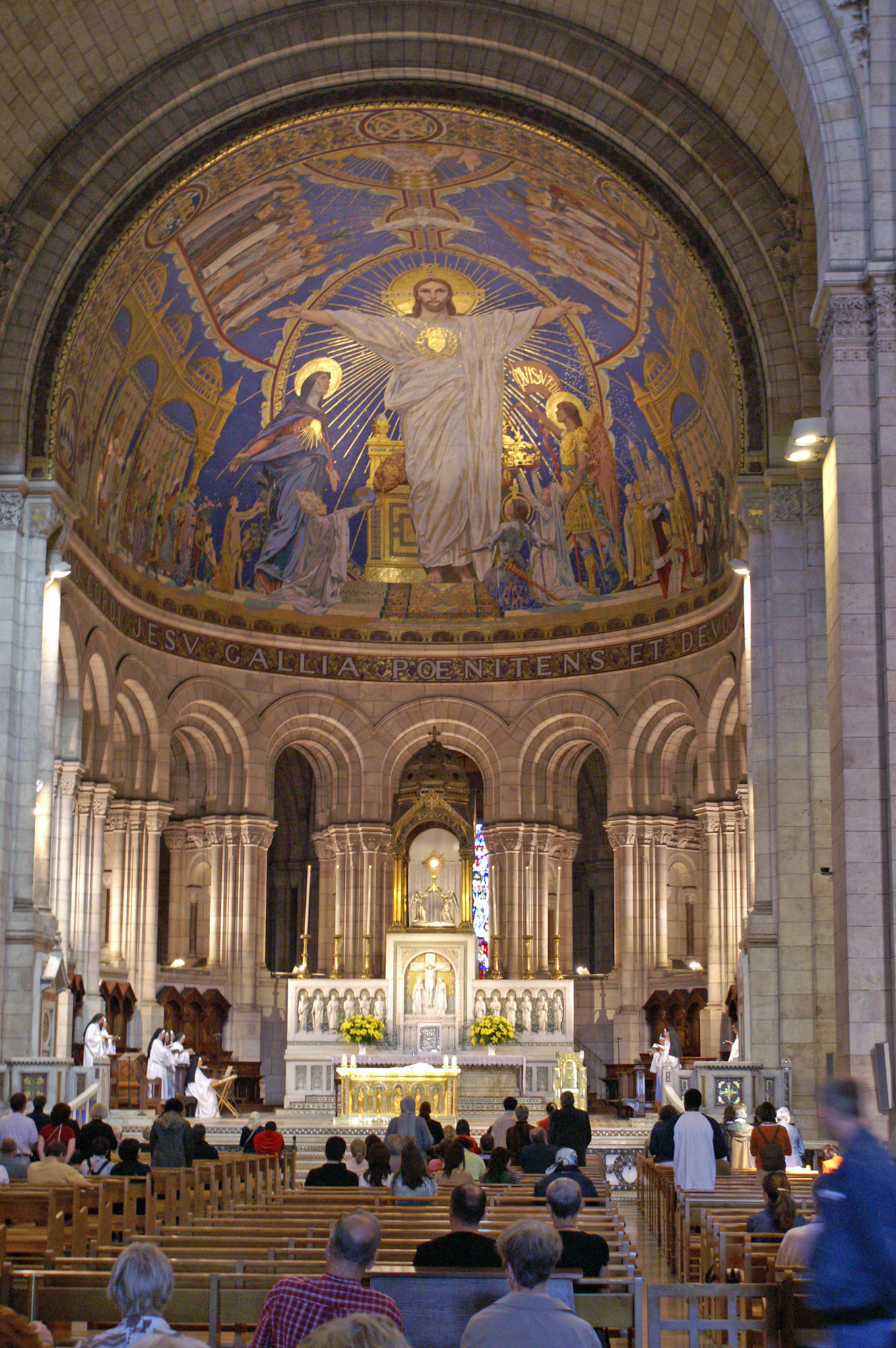
Prezbiterium bazyliki

Bazylika Sacré-Cœur wybudowana została na szczycie wzgórza Montmartre w 18. dzielnicy Paryża. Zaprojektował ją Paul Abadie w stylu historyzmu o cechach romańsko-bizantyńskich. Do budowy zastosowano na elewacjach trawertyn (nazywany również białym granitem), stąd potoczna nazwa – biała bazylika.
Jej kopuły mają wysokość 79 metrów, a wieża północna 83 metry. W owej wieży znajduje się najcięższy dzwon w Paryżu (19 ton), nazywany „Savoyarde”, jego serce waży 500 kg. Ze szczytu kopuły można oglądać panoramę Paryża i tereny oddalone o 30 km.
Bazylika jest otwarta codziennie w godzinach 7.00 – 22.30.